# Rosselli (bedrijf)
Rosselli is een historisch merk van motorfietsen.
Rosselli & Castellazzi, later Fabbrica Automobili e Motori, Ing. E. di A. Rosselli, Torino (1899-1910).
Dit was een van de eerste Italiaanse auto- en motorfabrieken. Het eerste product was de Lillyput-fiets met 1 pk hulpmotor. In 1902 volgden al race- en toerversies met 1½ pk blok. In 1903 ontwikkelde Rosselli een 258 cc 2½ pk-motor en bracht hij ook een damesmodel met verlaagd frame uit.